# Academia Colombiana de Ciencias Exactas, Físicas y Naturales
Die Academia Colombiana de Ciencias Exactas, Físicas y Naturales (ACCEFyN) ist eine kolumbianische Einrichtung, die für die Entwicklung der exakten-, physikalischen- und Naturwissenschaften in Kolumbien zuständig ist.

## Organisationsstruktur
Die Leitung der Akademie liegt in den Händen eines Verwaltungsrats, der von den stimmtgerechten Mitglieder alle drei Jahren gewählt wird. Seine Mitglieder können für höchstens zwei aufeinanderfolgende Amtszeiten wiedergewählt werden.
Die Akademie arbeitet zusammen mit der Real Academia de Ciencias Exactas, Físicas y Naturales de Madrid. Außerdem ist sie Mitglied der Consejo Internacional para la Ciencia (ICSU), der Unión Internacional de Historia y Filosofía de la Ciencia (IUHPS) und deren División de Historia de la Ciencia (DHS). Ferner ist sie eine Fördereinrichtung mehrerer wissenschaftlichen Gemeinschaften in Lateinamerika und der Karibik.

## Geschichte
Die Gründung der Akademie geht auf das Jahr 1823 zurück, als General Francisco de Paula Santander per Dekret vom 22. Juli 1823 die Ständige Wissenschaftliche Kommission ins Leben rief, die per Dekret vom 28. Juli 1823 formalisiert wurde. Die republikanische Regierung hatte sich die Entwicklung von Wissenschaft, Kultur und Bildung zum vorrangigen Ziel gesetzt. Francisco Antonio Zea wurde beauftragt, ausländische Intellektuelle zu holen, um ein Museum für Naturwissenschaften und eine Bergbauschule einzurichten und mit der ebenfalls von Santander gegründeten Zentraluniversität mit Niederlassungen in Quito, Bogotá und Caracas zusammenzuarbeiten. Zu den ausländischen Intellektuellen, die damals ins Land geholt wurden, gehörten der französische Chemiker Jean Baptiste Boussingault und der peruanische Chemiker, Naturforscher und Geologe Mariano Eduardo de Rivero y Ustariz.
Im Jahr 1826 gründete Santander die Nationale Akademie von Kolumbien, der Intellektuelle wie Vicente Azuero, Andrés Bello und José Félix de Restrepo angehörten.
1871 gründete Präsident Eustorgio Salgar per Dekret vom 30. August eine Akademie der Naturwissenschaften an der Nationalen Universität von Kolumbien mit dem Ziel, das Naturkundemuseum zu erhalten und die Arbeit zur Unterstützung der physikalischen und Naturwissenschaften im Land zu fördern.
1933 gründete Präsident Enrique Olaya Herrera mit dem Gesetz 34 die Akademie der exakten, physikalischen und natürlichen Wissenschaften Kolumbiens, die der Akademie der exakten, physikalischen und natürlichen Wissenschaften von Madrid entspricht, als beratendes Organ der nationalen Regierung.
Im Jahr 1936 erklärte Präsident Alfonso López Pumarejo sie per Dekret 1218 offiziell für konstituiert.
Im Jahr 1951 verlieh das Bürgermeisteramt von Bogotá der Akademie den Rechtsstatus.
Im Jahr 1997 wurde sie bei der Handelskammer von Bogotá als Kolumbianische Akademie für exakte, physikalische und Naturwissenschaften eingetragen.

## Interessensgebiete
Zu den Interessengebieten der Akademie gehören: Wissenschaftsgeschichte und -philosophie, Naturschutzbiologie, Schutzgebiete, wissenschaftliche Bildung, Frauen in der Wissenschaft, wissenschaftliche Öffentlichkeitsarbeit und Wissenschaftspolitik.
Die Akademie veröffentlicht wissenschaftliche Bücher, Lehrbücher und Informationsmaterial. Ihre wichtigste Publikation ist die Revista de la Academia Colombiana de Ciencias Exactas, Físicas y Naturales. Sie ist eine vierteljährlich erscheinende, frei zugängliche, multidisziplinäre Zeitschrift mit dem Ziel, unveröffentlichte wissenschaftliche Artikel aus den Bereichen Biomedizin, Verhaltenswissenschaften (Psychologie und verwandte Gebiete wie Anthropologie, Soziologie und Philosophie), Physik, Naturwissenschaften (Biologie, Mikrobiologie, Botanik, Zoologie, Ökologie), chemische Wissenschaften, Erd- und Weltraumwissenschaften und Mathematik herauszugeben.
Sie ist seit 2019 in Scopus indexiert und wird in folgenden Indizes überprüft: Agris, Dialnet, Latindex, MathSciNet, Periodica, Índice de Revistas Latinoamericanas en Ciencias, SciELO Colombia, OCLC, Zentralblatt für Mathematik und Publindex (Index der kolumbianischen wissenschaftlichen und technologischen Serienpublikationen).